# William V. Skall
William V. Skall (parfois crédité William Skall), A.S.C., né le 5 octobre 1897 à Chicago (Illinois), mort le 22 mars 1976 à Los Angeles (Californie), est un directeur de la photographie américain.

## Biographie
Au cinéma, William V. Skall est d'abord premier assistant opérateur en 1931-1932, puis cadreur en 1933. Il devient chef opérateur à l'occasion de deux courts métrages, en 1934-1935 ; suit un premier long métrage en 1935, Le Petit Colonel de David Butler, avec Shirley Temple et Lionel Barrymore. En tout, il est directeur de la photographie sur quarante-et-un films américains (y compris des westerns), le dernier sorti en 1957. Il collabore également à trois films britanniques (sortis en 1937, 1938 et 1939). À noter qu'il est à nouveau cadreur (non crédité) sur Les Aventures de Robin des Bois de Michael Curtiz et William Keighley (1938, avec Errol Flynn et Olivia de Havilland).
Spécialisé dans la photographie en couleurs, selon le procédé Technicolor, il exerce notamment sur Le Danseur pirate de Lloyd Corrigan (1936, avec Steffi Duna et Frank Morgan ; premier film musical tourné en couleurs), Le Grand Passage de King Vidor (1940, avec Spencer Tracy et Robert Young), Jeanne d'Arc de Victor Fleming (1948, avec Ingrid Bergman dans le rôle-titre), ou encore Quo Vadis de Mervyn Le Roy (1951, avec Deborah Kerr et Robert Taylor).
À la télévision, entre 1955 et 1961 — année où il se retire —, William V. Skall est chef opérateur sur neuf séries, dont un épisode (diffusé en 1961) de La Quatrième Dimension.
Durant sa carrière, il gagne un Oscar de la meilleure photographie (en 1949, pour Jeanne d'Arc), et obtient neuf autres nominations (voir détails ci-dessous), à chaque fois dans la catégorie couleur. En outre, il gagne un Golden Globe de la meilleure photographie en 1952, toujours dans la catégorie couleur, pour Quo Vadis.    

## Filmographie partielle
Comme directeur de la photographie, sauf mention contraire

### Au cinéma
Films américains, sauf mention contraire
- 1933 : La Foire aux illusions (State Fair) d'Henry King (cadreur)
- 1935 : Le Petit Colonel (The Little Colonel) de David Butler
- 1936 : Le Danseur pirate (Dancing Pirate) de Lloyd Corrigan
- 1936 : Ramona d'Henry King
- 1937 : La Reine Victoria (Victoria the Great) d'Herbert Wilcox (film britannique)
- 1938 : Soixante Années de gloire (Sixty Glorious Years) d'Herbert Wilcox (film britannique)
- 1938 : Les Aventures de Robin des Bois (The Adventures of Robin Hood) de Michael Curtiz et William Keighley (cadreur)
- 1939 : The Mikado de Victor Schertzinger (film britannique)
- 1939 : Petite Princesse (The Little Princess) de Walter Lang
- 1940 : Le Grand Passage (Northwest Passage) de King Vidor
- 1940 : Le Retour de Frank James (The Return of Frank James) de Fritz Lang
- 1941 : Billy the Kid le réfractaire ou Le Réfractaire (Billy the Kid) de David Miller
- 1941 : Virginia d'Edward H. Griffith
- 1942 : Les Naufrageurs des mers du Sud (Reap the Wild Wind) de Cecil B. DeMille
- 1942 : La Fille de la forêt (The Forest Ranger) de George Marshall
- 1942 : Les Mille et Une Nuits (Arabian Nights) de John Rawlins
- 1942 : Les Rivages de Tripoli (To the Shores of Tripoli) d'H. Bruce Humberstone
- 1944 : The Memphis Belle : A Story of a Flying Fortress de William Wyler (documentaire)
- 1946 : Nuit et Jour (Night and Day) de Michael Curtiz
- 1946 : La Fille et le Garçon (The Time, the Place and the Girl) de David Butler
- 1947 : Schéhérazade (Song of Scheherazade) de Walter Reisch
- 1947 : Rose d'Irlande (My Wild Irish Rose) de David Butler
- 1947 : Mon père et nous (Life with Father) de Michael Curtiz
- 1948 : La Corde (Rope) d'Alfred Hitchcock
- 1948 : Jeanne d'Arc (Joan of Arc) de Victor Fleming
- 1950 : Kim de Victor Saville
- 1951 : Quo vadis de Mervyn LeRoy
- 1952 : La Folie de l'or (Cripple Creek) de Ray Nazarro
- 1952 : La Peur du scalp (The Half-Breed) de Stuart Gilmore
- 1952 : Le Faucon d'or (The Golden Hawk) de Sidney Salkow
- 1952 : Mon amour t'appelle (Everything I have is Yours) de Robert Z. Leonard
- 1954 : Le Calice d'argent (The Silver Chalice) de Victor Saville

### À la télévision
- 1955 : Le Monde merveilleux de Disney (The Wonderful World of Disney ou Disneyland), Saison 1, épisode 20 Man in Space de Ward Kimball
- 1961 : La Quatrième Dimension (The Twilight Zone), Saison 2, épisode 19 M. Dingle (Mr. Dingle, the Strong) de John Brahm

## Distinctions

### Nominations
- Oscar de la meilleure photographie (catégorie couleur uniquement) :
  - En 1940, pour The Mikado (nomination partagée avec Bernard Knowles) ;
  - En 1941, pour Le Grand  Passage (nomination partagée avec Sidney Wagner) ;
  - En 1942, pour Billy the Kid le réfractaire (nomination partagée avec Leonard Smith) ;
  - En 1943, pour Les Rivages de Tripoli (nomination partagée avec Edward Cronjager), Les Mille et Une Nuits (nomination partagée avec Milton R. Krasner et W. Howard Greene), et Les Naufrageurs des mers du Sud de Cecil B. DeMille' (nomination partagée avec Victor Milner) ;
  - En 1948, pour Mon père et nous (nomination partagée avec J. Peverell Marley) ;
  - En 1952, pour Quo Vadis (nomination partagée avec Robert Surtees) ;
  - Et en 1955, pour Le Calice d'argent.

### Récompenses
- Oscar de la meilleure photographie :
  - En 1949, catégorie couleur, pour Jeanne d'Arc (récompense partagée avec Joseph Valentine et Winton C. Hoch).
- Golden Globe de la meilleure photographie :
  - En 1952, catégorie couleur, pour Quo Vadis (récompense partagée avec Robert Surtees).